# おにようず
おにようずは、萩海運が運航していた高速船。山口県萩市の萩港と離島である見島を結ぶ航路に就航していた。

## 概要
1986年（昭和61年）以来見島航路に就航していた「たちばな2」に代わり、1998年（平成10年）4月に就航した。就航率の向上と高速化を狙って単胴高速船とされ、従来船より40分短縮した1時間10分で運航されている。所要時間短縮と同時に、高波による影響を受けにくくなったことから、従来より定時運航率が向上した。船の横揺れを軽減する装置としてコンピューター制御の「フィンスタビライザー」が設けられ、縦揺れ対策としても「アンチピッチングフィン」が船首部分に取り付けられ、飛躍的に乗り心地の改善が図られた。
船名の「おにようず」は、見島の伝統行事である「鬼揚子」（おにようず - 鬼を描いた畳6畳ほどの大凧で、長男が生まれた家がその年の暮れに子供の無病息災を祈って作成し、正月に揚げる）にちなむ。萩市長の野村興兒直筆の書体をロゴとしている。船体に施された黒と水色と赤のストライプは凧の鬼ようずの色をイメージしてデザインされたものである。
就航から約20年が経過し老朽化したため、代船の建造が計画されている。新造船は本船と同規模（260総トン、旅客定員200名、航海速力24ノット以上）が要求されており、公募型基本設計コンペにより造船事業者を決定する予定である。
2019年3月31日をもって運航を終了、翌日4月1日より、後継船である「ゆりや」にバトンタッチした。ただし、3月31日は荒天により終日欠航となったため、事実上の最後の運航は3月30日である。4月1日には見島の本村港にてお別れのセレモニーが行われ、大勢の島民やファンなどから見送られて見島を後にした。今後は整備された後、ギリシャにて観光船として運航される予定である。

## 運航
見島を起点に1日3往復運航される。冬期は2往復、ゴールデンウィーク、夏休み期間中などの繁忙期は4往復となる場合がある。例年11月に定期検査のため2週間程度ドック入りする。その間は、特別ダイヤとなり「たちばな2」と「つばき2」により、所要時間1時間50分で2往復が運航される。